# Intrusion detection system
IDS leder hit. För det kroatiska partiet IDS, se Istriska demokratiska församlingen.
Intrusion detection system (IDS) är verktyg som används för att upptäcka intrång eller intrångsförsök i ett datasystem.

## Typer av intrångsdetekteringssystem
I ett nätverksbaserat intrångsdetekteringssystem (NIDS) är sensorerna baserade på avgränsade delar av nätverket, ofta i så kallade demilitariserade zoner (DMZ) eller i någon annan avskild del av nätverket.